# Brørup (plaats)
Brørup is een plaats en voormalige gemeente in de Deense regio Zuid-Denemarken, gemeente Vejen. De plaats telt 4521 inwoners (2020). Brørup ligt in de gelijknamige parochie. Het dorp heeft een station aan de spoorlijn Lunderskov - Esbjerg.

## Voormalige gemeente
De oppervlakte bedroeg 107 km². De gemeente telde 6485 inwoners waarvan 3303 mannen en 3182 vrouwen (cijfers 2005). Bij de herindeling van 2007 werd de gemeente bij Vejen gevoegd.

## Geboren te Brørup
- Kaare Norge (1963), klassiek gitarist

- Library of Congress Control Number: n86023375
- Nationale Bibliotheek van Israël: 987007567102605171
- Virtual International Authority File: 133772245
- WorldCat: E39PBJmXMTFtrDHmjJTmQmXfMP